# Йозеф Маннер
Йозеф Маннер (26 липня 1865, Відень — 5 травня 1947, там же) — австрійський підприємець, засновник компанії «Manner».
У віці 25 років Йозеф Маннер купив невелику шоколадну фабрику у Відні. 1 березня 1890 року він перейменував її в «шоколадну фабрику Йозефа Маннера», яка існує досі (під назвою «Manner»). У 1895 році на фабриці були створені вафлі з прошарком з неаполітанської ліщини, що отримали назву неаполітанських вафель. Ці вафлі стали найбільш впізнаваним виробом компанії і прообразом аналогічних вафель багатьох інших виробників у багатьох країнах (в тому числі, в СРСР і Росії). Крім розвитку бізнесу, Йозеф Маннер активно займався благодійністю і створив чимало соціальних установ для співробітників своєї фабрики.